# 4601 Ludkewycz
4601 Ludkewycz је астероид главног астероидног појаса са средњом удаљеношћу од Сунца која износи 2,675 астрономских јединица (АЈ).
Апсолутна магнитуда астероида је 12,4.